# 希臘島計畫
希臘島計畫（先前代號「Casper計畫」）是美國政府持續運作計劃的一部份，位於西維吉尼亞州的格林布賴爾渡假村。該秘密設施於1992年遭《華盛頓郵報》曝光後退役。現稱為格林布賴爾地堡。

## 興建

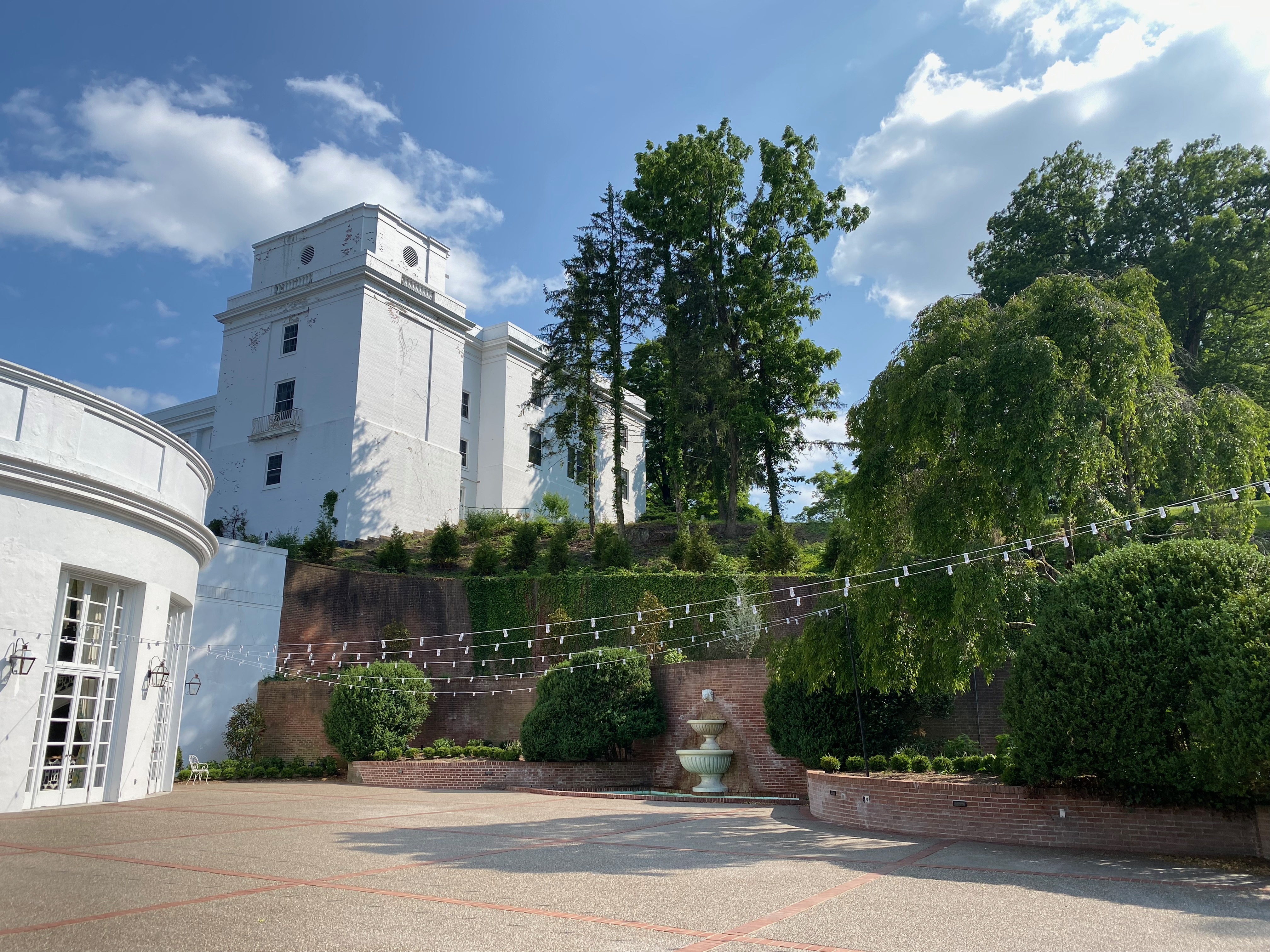
地堡即位於嶺上的西維吉尼亞翼樓下方

1950年代末，由於古巴革命後又爆發古巴飛彈危機，美國政府找上格林布賴爾度假村，尋求協助建立一個可容納美國國會的緊急秘密安置中心。這座機密的地下設施於1959年至1962年與度假村的地上附屬建築西維吉尼亞翼樓同時施工。30年來，度假村業主與聯邦政府達成協議，一旦爆發國際性危機，整個度假村將交由政府使用，特別是用於立法部門緊急辦公。
地堡採用明挖回填法施工，地堡空間挖出的棄土被移除後立即運走。希臘島計畫中的棄土都被用於擴建一個九洞高爾夫球場，及當地市立機場的跑道擴建工程填料，以防該計劃遭識破。

## 設施

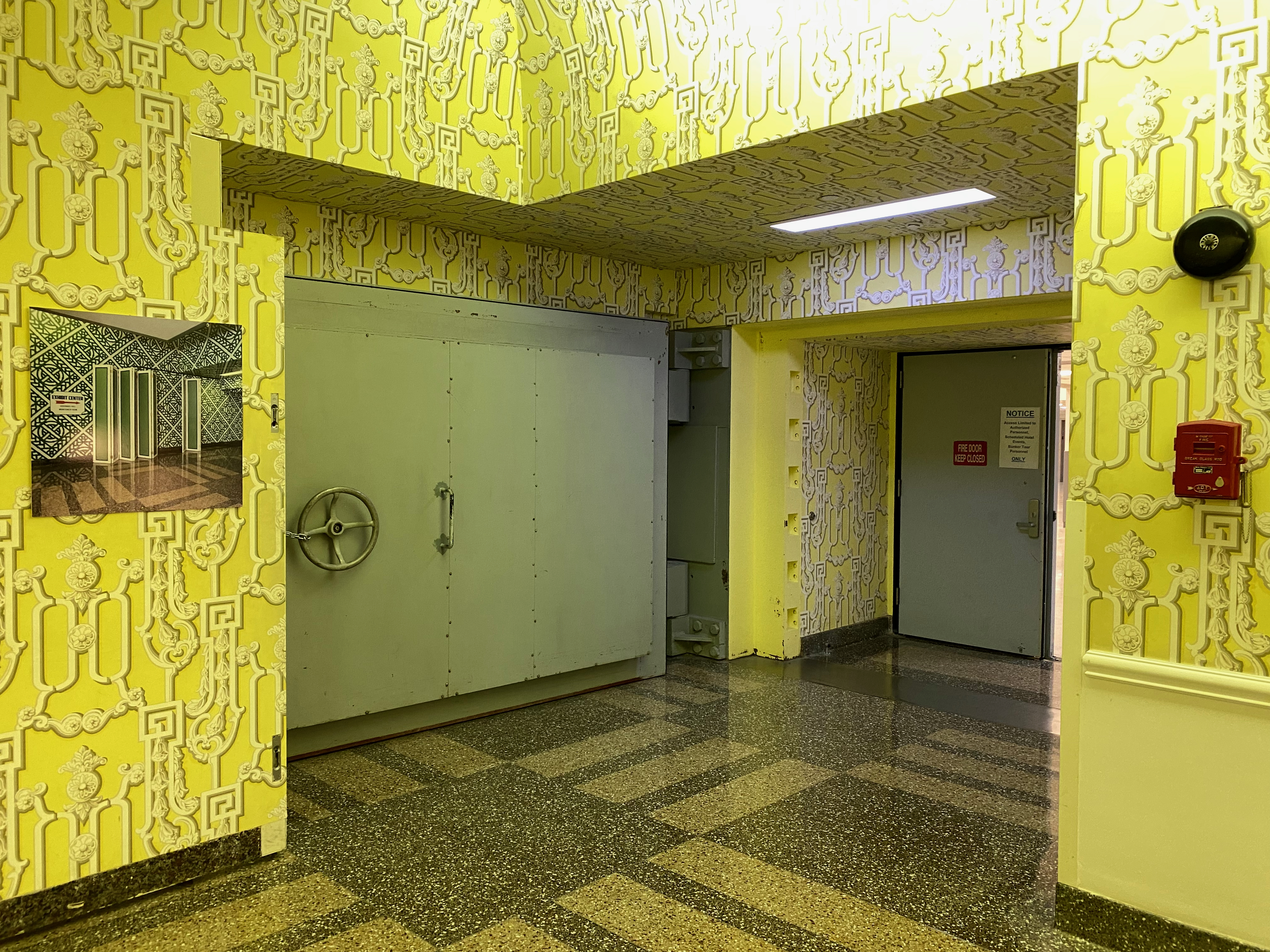
位於殖民地廳的入口。留意地堡從防爆門鉸鏈到內門之間的牆壁厚度。

地堡內含宿舍、廚房、醫院、和國會議員的廣播中心。廣播中心還附帶可變換的季節性背景音，聽起來就像國會議員還從華盛頓特區進行廣播。4.5英里（7.2）外有座100-英尺（30-）高，用於廣播的電波塔。最大的廳室“展覽廳”面積89乘186英尺（27乘57），自天花板算起近20英尺（6.1）深，由18根撐柱撐著，毗鄰兩個較小的廳堂，一個約可容470人，足納全體435名眾議院議員而有餘；另一個較小，約可容130人，適合充作參議院臨時議事廳。“展覽廳”則可用於國會聯席會議。地堡的食物儲量足可支應六個月，並定期更新。
度假村供賓客開會的地方，其實是偽裝好的議員工作區，配有四扇隱蔽的防爆門。其中兩扇門足供車輛進入。一扇重逾28短噸（25公噸），寬12英尺3英寸（3.73），高15英尺（4.6）。另一扇重逾20短噸（18公噸）。各厚19.5英寸（50）。
地堡的鋼筋混凝土牆則厚達2英尺（0.61）。

## 維護
該中心（地堡）當時由假扮為酒店員工的政府工作人員維護，經營者是總部位於維吉尼亞阿靈頓的一家傀儡公司Forsythe Associates。公司的現場員工堅稱自己在養護飯店內的1100台電視。公司首任經理John Londis是陸軍通信兵團前密碼專家，駐五角大廈，持有最高機密層級的安全許可。這些工作人員許多日後都受僱於度假村擔任導遊。該建築群現時仍由格林布賴爾度假村維護，設施大致上保持著 1992年被揭露在全國媒體上時的原貌。雖然所有家具幾乎都在地堡除役後撤走，但設施內現有的家具保留著類似當初的樣子，大體還原了地堡使用中的面貌。宿舍裡有兩個舖位仍然保持原樣。

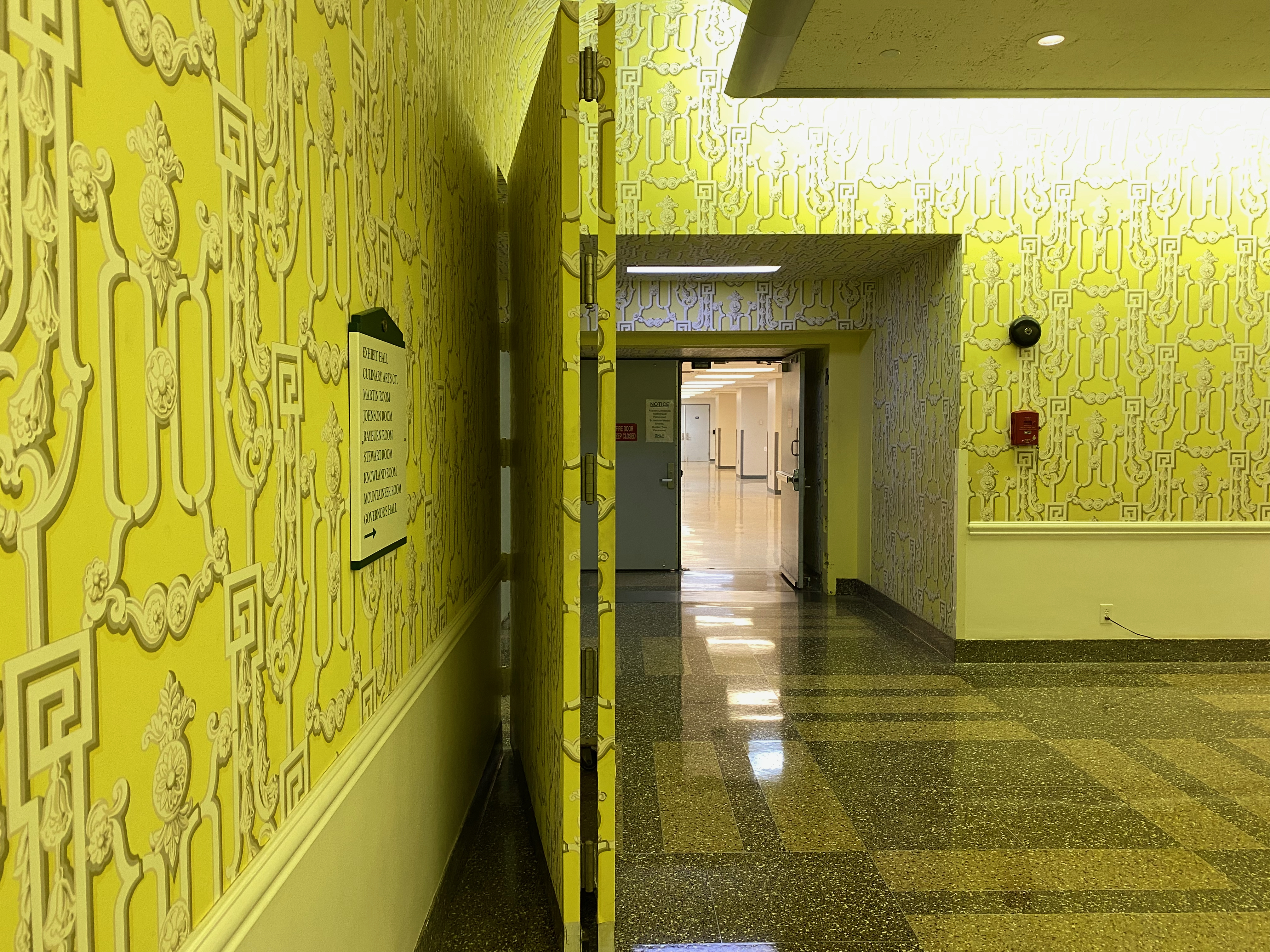
這面折起來的假牆在完全展開後會遮蔽防爆門（位於假牆後方左側）。客人可穿過雙開門進入展覽廳。

地堡設計的初衷是融入度假村的公共空間，好不引人注意。地堡內大部分空間，包括西維吉尼亞翼樓下的展覽廳，都對外開放，但多年來一直不為人知。展覽廳與飯店其他公共空間不同的是以大型混凝土柱加固。展覽廳入口附近有一扇原有的防爆門，如今已可公開參觀，摒擋用的原屏風已拆除。
AT&T為度假村和地堡提供電話服務。所有從地堡撥出的電話都經度假村總機轉接，看來就像是從度假村打出去的。地堡內的通訊中心現在配備的就是那時的三代電話技術代表設備。
儘管地堡秘密地存在長達30年，但從未真正被用作緊急避難所，即使在古巴飛彈危機期間也沒有。

## 除役
在《華盛頓郵報》1992年的一篇報導披露了這座地堡的存在後，此處方為人所知。在報導發表後，政府立將這座地堡除役。至於之後的國會緊急安置地點，外界不得而知。
地堡設施其後被翻新為私營部門的數據儲存設施。現今又再次成為景點，遊客可參觀現已解密的設施，今稱「格林布賴爾地堡」。

## 外部連結
- The Bunker (official tourism website)
- Greenbriar Virtual Tour from the Cold War Civil Defense Museum